# Jasení
Der Jasení, auch Jasení potok ist ein linker Nebenfluss der Olsa in Tschechien.

## Verlauf
Der Jasení entspringt am Osthang der Kozubová (981 m) in den Mährisch-Schlesischen Beskiden. An seinem nach Nordosten führenden Lauf durch das Gebirge in die Jablunkauer Furche liegen die Ansiedlungen Pod Kozubovou, Starý Grúň, Zvrk, Jasení, Zápotočí und Potoky. Gegenüber von Návsí mündet der Jasení nach 5,7 Kilometern in die Olsa.

## Zuflüsse
- Černý potok (r), bei Černé